# Cena wolności
Cena wolności (ros. Вольная грамота) – rosyjski historyczny serial kostiumowy w reżyserii Dmitrija Czerkasowa. Premierowa emisja w Rosji 19 lutego 2018 na Pierwym kanale.

## Fabuła
Serial przedstawia losy ubogiej Poliny Lebiediewej – byłej niewolnicy i adoptowanej córki bezdzietnego księcia Aleksieja Pietrowicza Gołowina.

## Obsada
- Tatjana Babienkowa jako Polina Lebiediewa[3][4][5]
- Artiom Kryłow jako Dmitrij[6]
- Władisław Abaszyn jako Andriej Krieczecki[7]
- Katharina Spiering jako Anna Krieczecka
- Władisław Wietrow jako Aleksiej Pietrowicz Gołowin[7]
- Ksenija Razina jako Tatjana[7]
- Iwan Dobronrawow jako Boris[7]

## Wersja polska
W Polsce serial premierowo wyemitowano 8 czerwca 2020 na antenie TVP1. Emitowany był od poniedziałku do środy, oraz w piątek i sobotę o 20.35. Wersję polską dla Telewizji Polskiej opracowała Krystyna Łozowska. Lektorem serialu był Paweł Straszewski.
Według Modelu Oglądalności Rzeczywistej premierę rosyjskiego serialu w TVP obejrzało średnio 2,5 mln widzów w Polsce. Jak podaje Nielsen, TVP 1 wieczorem 8 czerwca była liderem oglądalności z 15,2 proc. udziału w grupie komercyjnej 4+.
Serial „Cena wolności” uplasował się na trzecim miejscu w ogólnym rankingu. Emisja drugiego odcinka we wtorkowy wieczór w TVP1 miała średnio 2,20 mln osób. Udział stacji w tym czasie wyniósł 16,73 proc.
Po trzech pierwszych tygodniach (do 24 czerwca 2020) średnia oglądalność produkcji wyniosła 2,15 mln widzów. Przełożyło się to na 16,61 proc. udziału stacji w rynku telewizyjnym wśród wszystkich widzów, 7,27 proc. w grupie komercyjnej 16-49 oraz 9,42 proc. w grupie 16-59 - wynika z danych Nielsen Audience Measurement, opracowanych przez portal Wirtualnemedia.pl. Największą popularnością cieszył się odcinek 12. wyemitowany 23 czerwca 2020. Przyciągnął uwagę 2,31 mln osób.

## Lista odcinków
| Nr odcinka | Premiera w Rosji | Premiera w Polsce |
| ---------- | ---------------- | ----------------- |
| 01         | 19 lutego 2018   | 8 czerwca 2020    |
| 02         |                  | 9 czerwca 2020    |
| 03         |                  | 10 czerwca 2020   |
| 04         |                  | 12 czerwca 2020   |
| 05         |                  | 13 czerwca 2020   |
| 06         |                  | 15 czerwca 2020   |
| 07         |                  | 16 czerwca 2020   |
| 08         |                  | 17 czerwca 2020   |
| 09         |                  | 19 czerwca 2020   |
| 10         |                  | 20 czerwca 2020   |
| 11         |                  | 22 czerwca 2020   |
| 12         |                  | 23 czerwca 2020   |
| 13         |                  | 24 czerwca 2020   |
| 14         |                  | 26 czerwca 2020   |
| 15         |                  | 27 czerwca 2020   |
| 16         |                  | 29 czerwca 2020   |
| 17         |                  | 30 czerwca 2020   |
| 18         |                  | 1 lipca 2020      |